# Joan Baldoví i Roda
Joan Baldoví i Roda   (Sueca, 7 d'agost de 1958) és un polític, professor i mestre valencià. Fou alcalde de Sueca entre 2007 i 2011, i actualment exerceix com a diputat a les Corts Valencianes des de les eleccions autonòmiques valencianes de 2023. També va ser diputat de Compromís al Congrés espanyol per la València des de les eleccions generals de 2011, tornant a ser elegit a les eleccions generals de 2015, 2016 (a aquestes dues darreres vegades en coalició amb Podemos i a 2016 també amb Esquerra Unida) i 2019.

## Biografia
Va nàixer al Carrer Nou de Sueca (Ribera Baixa), a la casa familiar. Rebé la seua educació a casa, amb sa mare, ja que son pare solia estar fora per motius laborals. Va aprendre a escriure amb una dona que ajudava les monges de la placeta del Convent. Amb huit anys començà a estudiar a l'Institut Laboral, amb els salesians, per a realitzar el batxiller elemental. Estudià a la universitat laboral d'Alcalá de Henares dos anys i va realitzar el COU a Sueca. Cursà dos anys d'Economia a la Universitat de València, encara que acabà per diplomar-se en Magisteri. Ha treballat d'administratiu en una assessoria fiscal, ha estat corresponsal del diari Levante-EMV, professor de valencià per a mestres, i mestre d'escola.
Militant del BLOC des de l'època d'Unitat del Poble Valencià, Baldoví fou el cap de llista del Bloc Nacionalista Valencià a Sueca per a les eleccions municipals de 2007, on la seua llista va obtenir 5 regidors i ell, investit alcalde amb els vots del PSPV-PSOE i EUPV (després IdPV).

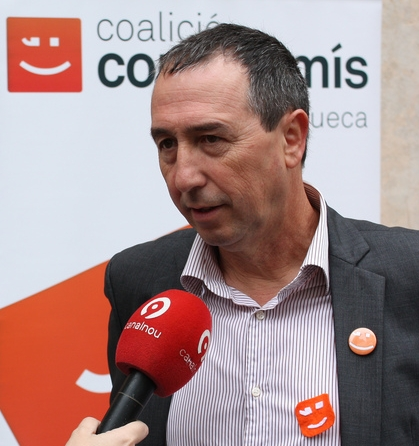
Joan Baldoví sent entrevistat per Radiotelevisió Valenciana

En 2011 es va postular com candidat per València a les eleccions generals espanyoles de 2011 per la Coalició Compromís, sent ratificat pel Consell Nacional del BLOC el 24 de setembre de 2011.
A les seues primeres declaracions públiques després de ser elegit candidat, Baldoví va afirmar vore un "futur esperançador" davant de "la possibilitat de tenir per primera vegada des de la II República un diputat valencianista a les Corts". Els eixos programàtics que defensà la candidatura de Baldoví foren les infraestructures -especialment el Corredor Mediterrani-, la reforma de la llei electoral espanyola, mitjançant el conegut com «Referèndum Baldoví», i la defensa de la llengua i identitat valenciana.
Finalment, va obtindre a les eleccions generals l'acta de diputat al Congrés, com a únic representant de Compromís a la cambra. També va obtindre a les eleccions municipals del mateix any l'acta de regidor a Sueca, on es presentà com a cap de llista del BLOC-Compromís, tot i que no va rebre cap mena de remuneració per aquest càrrec.
En la seua primera intervenció a la cambra baixa, Joan Baldoví rebé gran atenció mediàtica pel seu discurs al debat d'investidura de Mariano Rajoy com a president del govern. El suecà va enutjar a Rajoy (i a altres líders del Partit Popular de la Comunitat Valenciana, com Rita Barberà) en pronunciar un discurs on es feia una dura crítica a la gestió del PP al País Valencià, on porta setze anys de govern amb majoria absoluta.
El gener de 2012, Baldoví es desplaçà a Eivissa per tal d'arribar a acords amb l'Entesa Nacionalista i Ecologista d'Eivissa. Després d'esta reunió Baldoví, que realitzà una conferència al Club Diario de Ibiza, mostrà la seua predisposició a defensar a Madrid les reivindicacions d'ENE i ser també el representant de la força eivissenca. L'acord va ampliar en febrer al conjunt de la coalició PSM-IniciativaVerds-Entesa.
A les eleccions generals 2015, Joan Baldoví es tornà a presentar com a cap de llista de Compromís per València, dins la coalició Compromís-Podem-És el moment. Va obtindre 5 diputats, a més de 3 diputats a Alacant i 1 diputada a Castelló. Va ser reelegit diputat per la circumscripció de València a les eleccions generals 2016 i a les de 2019.

## Vídeos
- Roda de premsa conjunta amb representants del PSM-Entesa.
- Declaracions de Joan Baldoví després del tancament de RTVV.
- Conferència amb Pirates de Catalunya sobre Govern obert.
- Parlament de Joan Baldoví a l'acte central de Primavera Europea.